# Antonia Salimbeni

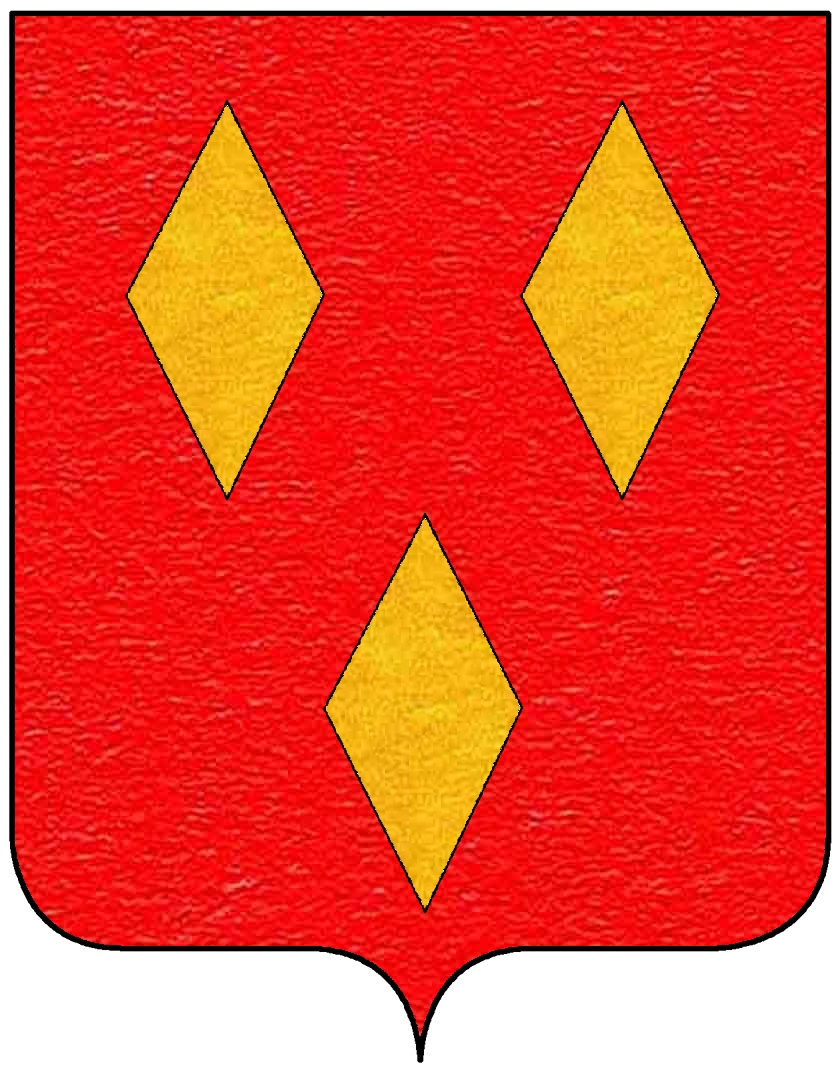
Stemma dei Salimbeni

Antonia Salimbeni (Siena, 1369 – 1411) è stata una nobildonna italiana.

## Biografia
Figlia di Cecco Salimbeni, patrizio di Siena, sposò nel 1398 Francesco II Casali, signore di Cortona, dal quale ebbe un figlio, Bartolomeo.
Rimasta vedova nel 1407, si risposò con il famoso condottiero Giacomo Attendolo detto "Muzio". Il matrimonio, di carattere politico,  venne combinato dal marchese di Ferrara Niccolò III d'Este e la sposa portò in dote ingenti possedimenti, tra i quali Chiusi, Montenero, Radicofani, Bagno Vignoni e Carsoli. Antonia e Giacomo ebbero un figlio, Bosio (Siena 1411 - Parma 1476), governatore di Orvieto e generale della Repubblica di Siena, sposò Cecilia Aldobrandeschi, che gli portò la sovranità di Santa Fiora. Da lui originano i conti di Santafiora e la famiglia Sforza Cesarini.